# Apterosperma
Apterosperma é um género botânico pertencente à família Theaceae.

## Espécies
- Apterosperma oblata, H.T. Chang